# Karl Reinhold Dahlqvist
Karl Reinhold Dahlqvist, född 15 april 1900 i Katarina församling i Stockholm, död 12 mars 1971 i Sofia församling, var en svensk bildkonstnär och skulptör.
Dahlqvist arbetade först som litograf vid Centraltryckeriet och som tecknare vid hovjuvelerare Bolins ateljé i Stockholm innan han bestämde sig för att bli konstnär. Han studerade för Carl Wilhelmson 1919 och vid Konsthögskolan 1921–1926. Efter en studieresa till Italien 1922 debuterade han på Liljevalchs konsthall 1923. Han genomförde sin första separatutställning på Färg och Form 1941. Han medverkade i utställningar med Sveriges allmänna konstförening.
Han tilldelades en Kanslermedalj 1925 och Ester Lindahls stipendium 1941–1942.
Bland hans offentliga arbeten märks en frisen Jairi dotter i Uppståndelsekapellet på skogskyrkogården i Enskede, alseccomålningar i Skepparslövs kyrka och en alseccomålning i Snårestads kyrka samt oljemålningen Växthusinteriör med barn på Solna läroverks lunchrum. 
Hans konst består av skulpturer, friser och målade porträtt, interiörer, blommor och landskapsbilder från bland annat Stockholm, Skåne, Öland och Hälsingland.
Dahlqvist är representerad vid Statens historiska museum med ett Möjalandskap, och på Södersjukhuset med målningen Nätbindande fiskare på Vädö samt med målningen Björkömomumentet vid Moderna Museet.